# Rouge Remixes
Rouge Remixes é um álbum de remixes do girl group brasileiro Rouge, lançado no Brasil em 2002. O álbum duplo possui os sucessos do álbum de estréia da banda remixados pelos DJs Cuca e Memê com duas faixas-bônus, "Depois Que Tudo Mudou" (Cuca Club Remix) e Popstar Megamix, Não Dá Pra Resistir/Beijo Molhado/Depois Que Tudo Mudou".
E o CD2 um vídeo CD, que pode ser lido por computador e DVDs e destaca três faixas de karaokê, "Ragatanga", "Não Dá Pra Resistir" e "Nunca Deixe De Sonhar". O álbum vendeu cerca de 150.000 cópias e se tornou sensação nas baladas de todo o Brasil, com hits como Ragatanga (Cuca R&B Mix) e Depois Que Tudo Mudou (Cuca Club Remix).

## Faixas
| N.º            | Título                                                   | Compositor(es)                                                          | Duração |  |
| 1.             | "Ragatanga (Memê's Da Carnival Beat Remix)" (Aserejé)    | Francisco Manuel Ruiz Gomez versão: Bonadio                             | 4:12    |  |
| 2.             | "Beijo Molhado (Cuca Wet Club Mix)" (Strawberry Kisses)  | Andy Marvel Jeff Franzel Marjorie Mayo versão: Guedes                   | 4:55    |  |
| 3.             | "Depois Que Tudo Mudou (Cuca Trance Radio Mix)"          | Bonadio Fernando Lopez Rossi Pablo Durand                               | 3:55    |  |
| 4.             | "Hoje Eu Sei (Cuca House Mix)" (Just Another Day)        | Franne Golde Guy Roche Janette Jurado versão: Rick Bonadio              | 4:13    |  |
| 5.             | "Ragatanga (Cuca R&B Mix)" (Aserejé)                     | Francisco Manuel Ruiz Gomez versão: Bonadio                             | 4:48    |  |
| 6.             | "Não Dá pra Resistir (Cuca Dance Mix)" (Irresistible)    | Kara Dioguardi Frederik Thomander Anders Wikstrom versão: Milton Guedes | 4:12    |  |
| 7.             | "1.000 Segredos (Cuca Magic Radio Remix)" (Come to Me)   | Eliot Kennedy Wendy Page Jim Marr Jorgen Eloffson versão: Márcio        | 3:32    |  |
| 8.             | "Beijo Molhado (Cuca Elektro Remix)" (Strawberry Kisses) | Andy Marvel Jeff Franzel Marjorie Mayo versão: Guedes                   | 3:32    |  |
| 9.             | "Não dá pra resistir (Cuca Club Remix)" (Irresistible)   | Kara Dioguardi Frederik Thomander Anders Wikstrom versão: Guedes        | 2:55    |  |
| 10.            | "Ragatanga (Memê's Summer Heat Mix)" (Aserejé)           | Francisco Manuel Ruiz Gomez versão: Bonadio                             | 3:54    |  |
| 11.            | "Depois Que Tudo Mudou"                                  | Bonadio Fernando Lopez Rossi Pablo Durand                               | 3:25    |  |
| Duração total: | Duração total:                                           | Duração total:                                                          | 48:37   |  |

| Faixa bônus |                                           |                                           |         |  |
| N.º         | Título                                    | Compositor(es)                            | Duração |  |
| 12.         | "Depois Que Tudo Mudou (Cuca Club Remix)" | Bonadio Fernando Lopez Rossi Pablo Durand | 4:43    |  |
| 13.         | "Pop Star Megamix"                        | Bonadio Jaqueline Vargas                  | 3:42    |  |

| VCD |                                   |                |         |  |
| N.º | Título                            | Compositor(es) | Duração |  |
| 1.  | "Ragatanga" (Video)               |                | 3:22    |  |
| 2.  | "Não Dá pra Resistir" (Video)     |                | 2:57    |  |
| 3.  | "Nunca Deixe de Sonhar" (Video)   |                | 3:51    |  |
| 4.  | "Ragatanga" (Karaokê)             |                | 3:22    |  |
| 5.  | "Não Dá pra Resistir" (Karaokê)   |                | 2:57    |  |
| 6.  | "Nunca Deixe de Sonhar" (Karaokê) |                | 3:51    |  |

## Certificações
| País                       | Certificação | Vendas   |
| -------------------------- | ------------ | -------- |
| Brasil (Pro-Música Brasil) |              | 150.000+ |